# Diana de Rosa

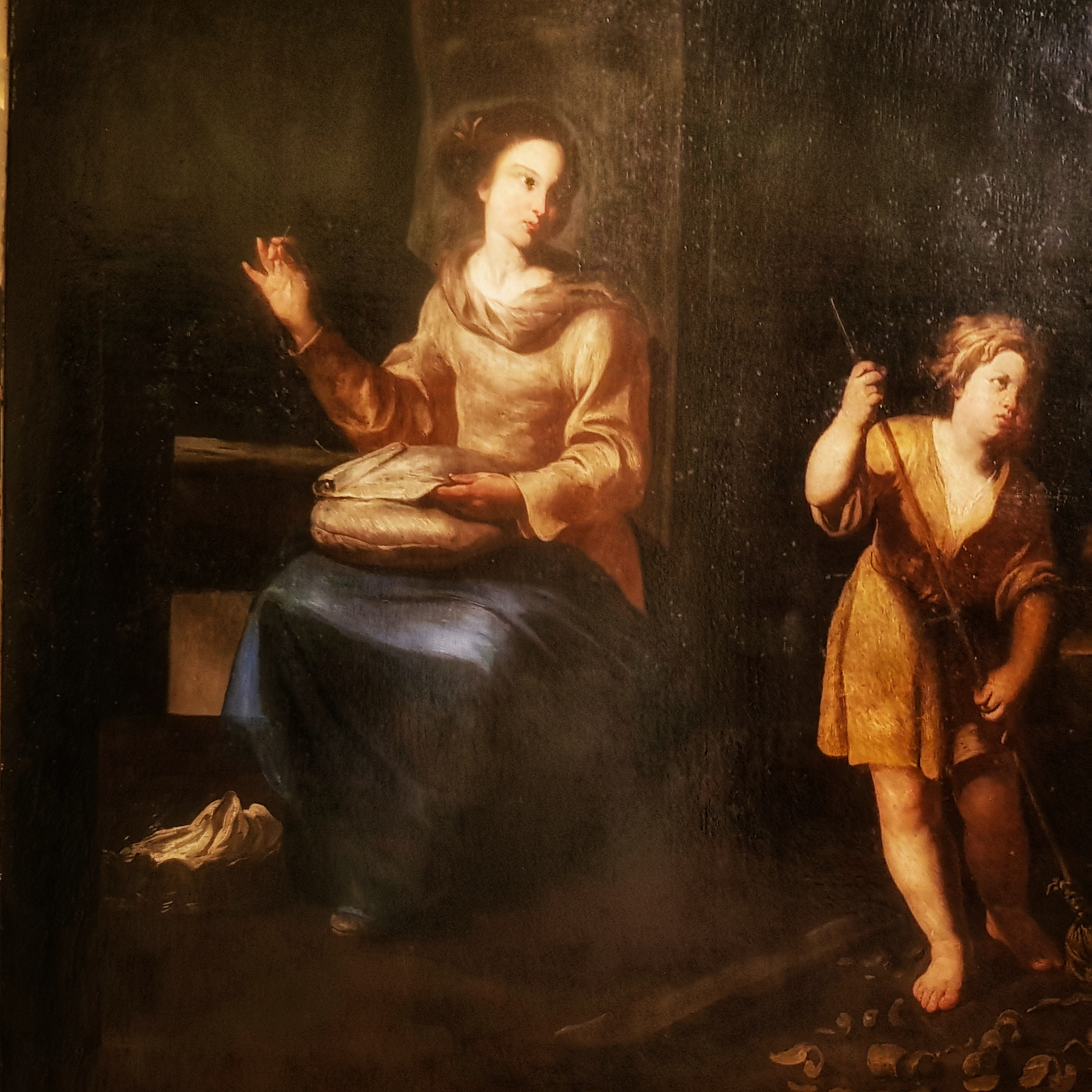
Detalle del cuadro "Jesús en el taller de San José" de Diana de Rosa (1602-1643 Nápoles, Italia), también conocida como Annella de Rosa o Annella di Massimo. Expuesto en el Museo Diocesano Santa Maria Donnaregina Nuova, en la ciudad de Nápoles, Italia.

Diana de Rosa (1602–1643 Nápoles, Italia), conocida también como Annella de Rosa o Annella di Massimo, fue una pintora napolitana del siglo XVII.

## Primeros años de vida
Diana nació en Nápoles en 1602. Fue hija de Caterina de Mauro y el pintor Tommaso de Rosa. Su padre murió en 1610 y su madre se volvió a casar en 1612 con otro pintor Filippo Vitale.  Algunas fuentes afirman que Diana aprendió a dibujar con su tío Pacecco, mientras que otras sostienen que Pacecco era en realidad su hermano y ambos se formaron como dibujantes bajo las orientaciones de su padrastro Filippo Vitale.  Cuando Diana demostró sus cualidades artísticas, se unió al taller del Cavalier Massimo Stanzione, lugar donde conoció a su futuro esposo el pintor Agostino Beltrano con quien se casaría en 1626. 
Bajo la dirección de Stanzione, Diana pintó muchas obras. Según el biógrafo Bernardo de Dominici, ella pintaba las obras encargadas al taller a partir de los dibujos preliminares de Stanzione, luego él retocaba algunos detalles y posteriormente las entregaba al mecenas.

## Obras conocidas
Según el relato de Dominici sobre la vida de Diana, ella no se contentaba con pintar sólo para hogares privados y quería que su trabajo fuera público para dar a conocer que las mujeres podían alcanzar la excelencia en el arte.  Por lo tanto, Stanzione le encargó un trabajo para la iglesia de la Pietà de' Turchini,en Nápoles donde pintó una imagen del Nacimiento de la Virgen en el techo cerca de la entrada de la iglesia y la Muerte de la Virgen también en el techo pero hacia el altar mayor. Según de Dominici esas imágenes eran tan hermosas que la gente creía que las había pintado su maestro Stanzione.  Tristemente las pinturas de la Pietà de' Turchini fueron destruidas en 1638 cuando se derrumbó el techo de la iglesia. Para la Iglesia Real de Monte Oliveto en Nápoles, Diana pintó una imagen que representaba a la Virgen amamantando al niño Jesús. Así mismo,  para la sacristía de Santa Maria degli Angeli pintó a San Juan Bautista con un cordero. Ambas obras desafortunadamente ya no existen. De Diana se conserva un posible retrato póstumo dibujado por Andrea Vaccaro (c.1660) el cual se encuentra en una colección privada napolitana. 

## Muerte
La causa exacta de la muerte de Diana es motivo de controversia. Dominici afirma que su marido la asesinó en un ataque de celos después de que una criada le contara, de manera incorrecta, que Diana tenía una aventura con su instructor de pintura. Sin embargo, otros estudiosos señalan que este relato es más una dramatización del autor sobre lo sucedido, ya que Diana murió de una enfermedad en el año 1643. 

## Otras lecturas
- Dabbs, Julia. “Sexo, mentiras y anécdotas: relaciones de género en las historias de vida de artistas italianas, 1550-1800”, Aurora, VI (2005): 35.
- Espresso Napoletano “Annella De Rosa: Altro che Artemisia. "2014. http://www.espressonapoletano.it/annella-de-rosa-altro-che-artemisia/#. VtYUlscdDww .
- Fiorillo, Ciro. “¿Sei tu Annella?” Nápoles nobilissima 23 (1984): 208–11.
- Willette, Thomas y Sebastián Schütze. “La scuola stanzionesca”. En Massimo Stanzione: L'opera complete. Nápoles: Electa, 1992. 123–4.